# Konsulat Generalny Rzeczypospolitej Polskiej w Lagos
Konsulat Generalny Rzeczypospolitej Polskiej w Lagos (ang. Consulate General of Poland in Lagos) – polska misja konsularna w Nigerii istniejąca do 2008.
W Lagos w 1963 została otwarta ambasada. W 2002, w związku z przeniesieniem stolicy do Abudży, placówkę w Lagos przemianowano na konsulat generalny, który w 2008 zamknięto.

## Konsulowie Generalni
- 2004–2005 – Przemysław Niesiołowski
- ok. 2006 – Stanisław Pisarski
- 2008 – Dariusz Latoszek, likwidator[6]